# Casey Ratzlaff
Casey Ratzlaff (* 7. September 1998 in Wichita, Kansas) ist ein US-amerikanischer Rollstuhltennisspieler.

## Karriere
Casey Ratzlaff wurde mit einer Spina bifida geboren – er wurde bereits im Mutterleib operiert, um die Auswirkungen der Behinderung zu minimieren. Trotzdem waren in seiner Kindheit weitere Operationen nötig und er war auf Krücken angewiesen. Zum Rollstuhltennis kam er im Sommer 2011 durch den dreifachen Paralympics-Sieger Nick Taylor, der – ebenfalls in Wichita geboren – dort ein Kurs leitete. Im September 2016 erreichte Ratzlaff mit Platz vier seine höchste Position in der Juniorenweltrangliste. Auf der ITF-Tour konnte er zahlreiche Turniere niedrigerer Kategorie im Einzel oder Doppel gewinnen, sein bevorzugter Belag ist Hartplatz. Er nahm mehrfach an Grand-Slam-Turnieren teil, dabei erreichte er im Doppel dreimal das Halbfinale der US Open.
Ratzlaff tritt seit 2013 regelmäßig beim World Team Cup für die Vereinigten Staaten an. Bis 2016 spielte er im Juniorenteam, welches 2015 und 2016 den Wettbewerb gewinnen konnte.
Casey Ratzlaff nahm zweimal an Parapanamerikanischen Spielen teil. 2019 in Lima konnte er zusammen mit Chris Herman die Silbermedaille im Doppel gewinnen, Gold ging an die Argentinier Gustavo Fernández und Agustín Ledesma. Im Einzel verpasste er knapp eine Medaille: Das Spiel um Bronze verlor er gegen Daniel Rodrigues, nachdem er zuvor im Halbfinale Gustavo Fernández unterlegen war. 2023 in Santiago gab es eine Neuauflage des Spiels um Platz drei, erneut konnte sich der Brasilianer durchsetzen. Auch im Doppel reichte es nicht für eine Medaille, im Bronzematch musste sich Ratzlaff an der Seite von Conner Stroud den Chilenen Alexander Cataldo und Brayan Tapia geschlagen geben.
Casey Ratzlaff konnte sich zweimal für Paralympische Spiele qualifizieren. 2021 in Tokio zog er durch einen Sieg über Frédéric Cattaneo in die zweite Runde ein, wo er Joachim Gérard unterlag. Im Doppel kam er mit Conner Stroud bis in das Achtelfinale, dort setzten sich Daniel Caverzaschi und Martín de la Puente klar in zwei Sätzen durch. Bei den Spielen 2024 in Paris war für die beiden US-Amerikaner bereits in der ersten Runde Schluss, Gustavo Fernández und Ezequiel Casco waren nicht zu überwinden. Auch sein Auftakteinzel gegen Daniel Rodrigues konnte Ratzlaff nicht gewinnen.
Ratzlaff ist seit 2017 sowohl Schützling als auch Assistenztrainer von Justin DeSanto, die beiden coachen zusammen universitäre Tennisteams: erst an der Wichita State University, dann an der University of Alabama at Birmingham und seit 2023 am Dartmouth College.

## Leistungsbilanz bei den Grand-Slam-Turnieren

### Einzel
| Turnier         | 2020 | 2021 | 2022 | 2023 | 2024 | 2025 | Karriere |
| --------------- | ---- | ---- | ---- | ---- | ---- | ---- | -------- |
| Australian Open | –    | –    | –    | 1    | 1    | 1    | 1        |
| French Open     | –    | –    | –    | 1    | VF   | VF   | VF       |
| Wimbledon       |      | –    | –    | –    | 1    | VF   | VF       |
| US Open         | VF   | VF   | 1    | VF   |      |      | VF       |

### Doppel
| Turnier         | 2020 | 2021 | 2022 | 2023 | 2024 | 2025 | Karriere |
| --------------- | ---- | ---- | ---- | ---- | ---- | ---- | -------- |
| Australian Open | –    | –    | –    | VF   | VF   | VF   | VF       |
| French Open     | –    | –    | –    | VF   | VF   | HF   | HF       |
| Wimbledon       |      | –    | –    | –    | VF   | VF   | VF       |
| US Open         | HF   | HF   | VF   | HF   |      |      | HF       |

Zeichenerklärung: S = Turniersieg; F, HF, VF, AF = Einzug ins Finale / Halbfinale / Viertelfinale / Achtelfinale; 1, 2, 3 = Ausscheiden in der 1. / 2. / 3. Hauptrunde; nicht ausgetragen